# Le Mystère de la chair
Le Mystère de la chair (肉色の怪, Niku iro no kai) est un recueil de shōjo mangas de Junji Itō prépubliés dans le magazine Monthly Halloween entre novembre 1988 et juillet 1995 puis publié par Asahi Sonorama en un volume relié sorti en décembre 1997. La version française a été éditée par Tonkam dans la collection « Frissons » en un tome sorti en juin 2008.
Ce recueil fait partie de la « Itoh Junji Kyofu Manga Collection (伊藤潤二恐怖マンガＣｏｌｌｅｃｔｉｏｎ) », publié sous le no 3 au Japon et no 1 en France.

## Sommaire
La Chevelure sous le toit (屋根裏の長い髪, Yaneura no Nagai Kami)
L'Accord (許し, Yurushi)
Le Guêpier (蜂の巣, Hachinosu)
Les Éphémères (薄命, Hakumei)
Les Statues sans tête (首のない彫刻, Kubi no Nai Choukoku)
Le Mystère de la chair (肉色の怪, Niku-iro no Kai)

## Publication
| no | Japonais          | Japonais       | Français       | Français          |
| no | Date de sortie    | ISBN           | Date de sortie | ISBN              |
| -- | ----------------- | -------------- | -------------- | ----------------- |
| 1  | 1er décembre 1997 | 978-4257903154 | 18 juin 2008   | 978-2-7595-0089-5 |

### Autres éditeurs
- ComicsOne : Flesh Colored Horror

### Première parution
1. ↑  Monthly Halloween, novembre 1988.
2. ↑  Monthly Halloween, avril 1993.
3. ↑  Monthly Halloween, mai 1991.
4. ↑  Monthly Halloween, septembre 1991.
5. ↑  Monthly Halloween, juillet 1995.
6. ↑  Monthly Halloween, mai 1994.

### Édition japonaise
Asahi Sonorama
1. 1 2  (ja) « Tome 1 », sur amazon.co.jp.

### Édition française
Tonkam
1. 1 2  (fr) « Tome 1 »(Archive.org • Wikiwix • Archive.is • Google • Que faire ?).